# Сражение при Лаоне
Сражение при Лаоне (фр. Bataille de Laon) — сражение русско-прусской армии Блюхера против войск Наполеона в ходе кампании 1814 года на территории Франции при городе Лаоне. 9 марта войска союзников, главным образом прусские дивизии, отразили наступление Наполеона и затем в ночь на 10 марта полностью разгромили один из его корпусов под командованием маршала Мармона. Тем не менее Наполеон продолжил атаки 10 марта на вдвое сильнейшую армию Блюхера, после чего к концу дня беспрепятственно отступил за реку Эну.

## Предыстория
Сражение при Лаоне явилось развитием сражения при Краоне, в котором Наполеон 7 марта ценой больших потерь выбил 2 русские пехотные дивизии с Краонского плато. Русские потеряли в ожесточённом бою около 5 тысяч солдат, в то время как потери Наполеона составили 5,5—8 тысяч. Захватив позицию, Наполеон осознал, что имел дело только с арьергардом армии прусского фельдмаршала Блюхера. Наполеон стал стягивать все войска с намерением удержать стратегическую инициативу и продолжить атаковать союзников, силы которых количественно в 2 раза превышали войска, которыми располагал Наполеон.
Блюхер, после придания ему 2 корпусов из Северной армии Бернадота, располагал 109 тыс. человек: 67 020 русских и 42 058 пруссаков (из них 22 тыс. кавалерии) при 260 орудиях. Блюхер стянул все войска к городу Лаону, превратив его в центр оборонительной позиции. Блюхер отвёл даже гарнизон из Суассона, важной крепости, контролировавшей мост через Эну. В огромной армии Блюхера, отогнанной Наполеоном за Эну, возникли проблемы в снабжении продовольствием из-за нарушения коммуникационной линии с базами, оставшимися на юго-востоке.
Долина реки Эны, текущей с востока на запад, стала ареной боёв между армиями Блюхера и Наполеона, в то время как южнее на Сене Главная армия союзников под командованием австрийского фельдмаршала Шварценберга топталась на месте, имея перед собой французские заслоны, которые по численности были почти в 3 раза слабее, чем соединённые силы русских, прусских, австрийских и немецких корпусов. От наступления на Париж Шварценберга удерживали тайные инструкции австрийского кабинета.
Наполеон имел под рукой 52 тыс. солдат (из них 10 тыс. кавалерии) и 180 орудий. Дав войскам отдых 8 марта после тяжёлого сражения при Краоне, Наполеон 9 марта атаковал с разных сторон позиции Блюхера вокруг Лаона.

## Диспозиция сторон
Городок Лаон, располагавшийся на высоком холме к северу от Эны, был превращён союзниками в центральный редут позиции. Сам Лаон, окружённый стенами с бойницами, занимал 17-тысячный гарнизон пруссаков Бюлова. Вокруг города Блюхер разместил свою 100-тысячную армию. Основные бои развернулись за обладание деревнями у подножия холма Лаона.
Наполеон подходил к Лаону с двух направлений: основные силы должны были атаковать Лаон слева по парижскому шоссе на Лаон из Суассона. На правом фланге по местной дороге на Лаон из Берри-о-Бака должен был атаковать 11-тысячный корпус маршала Мармона. Суассон и Берри-о-Бак лежали на Эне, мосты там к 9 марта находились в руках французов.

## Ход сражения

### Наступление Наполеона на Лаон
В полдень 9 марта, в густой туман, маршал Ней с двумя дивизиями Молодой Гвардии захватил деревню Семилли у подножия Лаонского холма. Одновременно маршал Мортье с приданной кавалерией захватил деревню Ардон, немного восточнее Семилли.
Немедленно Блюхер организовал успешную контратаку. Мортье был выбит пруссаками генерала Бюлова, а русские войска Воронцова отбросили Нея из Семилли. Русские зашли так далеко вперед, что оказались в тылу отступающего Мортье. Только атаки Нея спасли солдат Мортье. За обладание деревнями Семиллы и Ардон развернулся ожесточённый бой. 4 раза они переходили из рук в руки, пока наконец Ардон остался у союзников, а Ней укрепился в Семилли. Продвинуться дальше вверх по склонам Лаонского холма французам не удалось, так что боевые действия в целом оказались безрезультатными для обеих сторон.
В 4 часа дня маршал Мармон подошёл с опозданием к месту сражения и захватил деревню Атьес на левом фланге союзников. После этого бой затих из-за надвигающейся темноты. Войска стали располагаться на ночлег.

### Ночной разгром Мармона
Непроходимое болото отделяло Мармона от основной французской армии, чем решил воспользоваться Блюхер.
В ночь с 9 на 10 марта Блюхер нанёс неожиданный удар по корпусу Мармона силами прусских частей Йорка и Клейста. Контрнаступление пруссаков прикрывали русские корпуса Ланжерона и Остен-Сакена. Вся конная артиллерия армии Блюхера была сосредоточена на левом фланге для поддержки атаки.
В полном молчании пехотные колонны и эскадроны пруссаков двинулись ускоренным шагом на бивуак французов. Одновременно конная артиллерия союзников, установленная на крайне левом фланге, открыла фланговый огонь по противнику.
После беспорядочных выстрелов солдаты Мармона, преследуемые прусскими гусарами, обратились в бегство по дороге на Берри-о-Бак. В плен попало более 2-х тыс. французов. Почти весь артиллерийский парк Мармона в 45 орудий стал трофеем союзников.
На рассвете 10 марта офицерам удалось собрать только несколько сот человек из 11-тысячного корпуса Мармона, и хотя позже удалось собрать больше, деморализованный корпус без артиллерии потерял боеспособность.

### Отход Наполеона
Узнав о поражении Мармона ранним утром 10 марта, Наполеон тем не менее с 9 часов утра продолжил атаки союзников под Лаоном. Атаки следовали одна за другой, так что Блюхер не имел возможности ни довершить ночной разгром Мармона, ни опрокинуть ослабленную французскую армию. Некоторые солдаты из дивизий Нея даже достигли старой городской стены на вершине холма.
Лишившись одного из самых крупных корпусов, Наполеон потерял возможность разбить вдвое сильнейшую армию Блюхера. Позиция самого Наполеона, имевшего за спиной реку Эну, становилась уязвимой. Поэтому к 4 часам дня 10 марта Наполеон начал отвод войск от Лаона, прикрыв его сильной канонадой.
Отход за Эну завершился утром 11 марта. Кавалерия союзников смогла захватить лишь некоторое число больных и раненых французов.

## Итоги и последствия сражения
Потери французов, как отмечает российский историк Безотосный, за 2 дня боёв исчисляются историками от 6 до 9 тысяч. Чандлер пишет о потерях французов в 6 тысяч человек. Керсновский сообщает, что убыль Наполеона составила 9 тысяч человек, из которых половина взята в плен, захвачено также 46 орудия. По воспоминаниям барона Мюффлинга под Лаоном было захвачено множество пленных, но так как никто не взял заботы охранять их, большинство той же ночью разбежалось и к утру доставили только 2 тысячи из них. Сам Наполеон в письме брату Жозефу от 11 марта 1814 объяснил свой отход стремлением избежать больших потерь при штурме Лаона, однако признался:
«Моя Молодая Гвардия тает как ком снега; Старая Гвардия пока в хорошем состоянии. Моя конная гвардия также быстро исчезает.»
Союзники лишились 2—4 тысяч человек. Чандлер оценивает их потери в 4 тысяч человек. Керсновский сообщает о 2 тысячах. Потери союзников, согласно надписи на 55-й стене галереи воинской славы Храма Христа Спасителя, составили 4 тысячи солдат.
После отступления Наполеона от Лаона за Эну стратегическая инициатива могла бы перейти к армии Блюхера, однако его войска оставались неподвижными в течение недели. В результате Наполеон двинулся на восток и 13 марта неожиданной атакой разбил в Реймсе 14-тысячный русско-прусский корпус графа Сен-При (союзники потеряли 3500 солдат, из них 2500 пленными. Русские потери составили 700 солдат). Сам Сен-При был смертельно ранен, остатки его корпуса присоединились к армии Блюхера. Причины бездеятельности Блюхера объясняются двумя факторами: болезнью прусского фельдмаршала (он был прикован к постели из-за воспаления глаз) и серьёзными проблемами в снабжении армии продовольствием.
17 марта Блюхер произвел смотр своим войскам, в которых насчитали 109 тыс. солдат (из них 29 тыс. кавалерии) при 265 орудиях. Наполеон тоже произвел смотр армии, посчитав в ней 46 тысяч солдат. Частично его потери были восполнены прибытием 6-тысячного отряда генерала Жансена из Арденн.
Теперь Наполеон был вынужден снова обратиться против Главной армии союзников, медленно двигающейся на Париж вдоль Сены. Не располагая силами для разгрома Шварценберга, Наполеон планировал угрозой атаки или локальными победами над отдельными корпусами союзников отогнать Шварценберга от французской столицы с тем, чтобы выиграть время. 20—21 марта произошло сражение при Арси-сюр-Обе, в котором Наполеон был отброшен за реку Об превосходящими силами союзников и ушёл на восток, оставив Париж на защиту, главным образом, его жителей.
25 марта обе армии, Блюхера и Шварценберга, возобновили окончательное наступление на Париж.